# Lista-de-servidores-de-xadrez
Essa é uma lista de Servidores de Xadrez na Internet Notáveis.

## Ativo
- ChessBase
- Free Internet Chess Server
- Internet Chess Club
- Lichess
- Perfect Chess
- FIDE

## Descontinuado
- ChessCube